# Andy Grammer

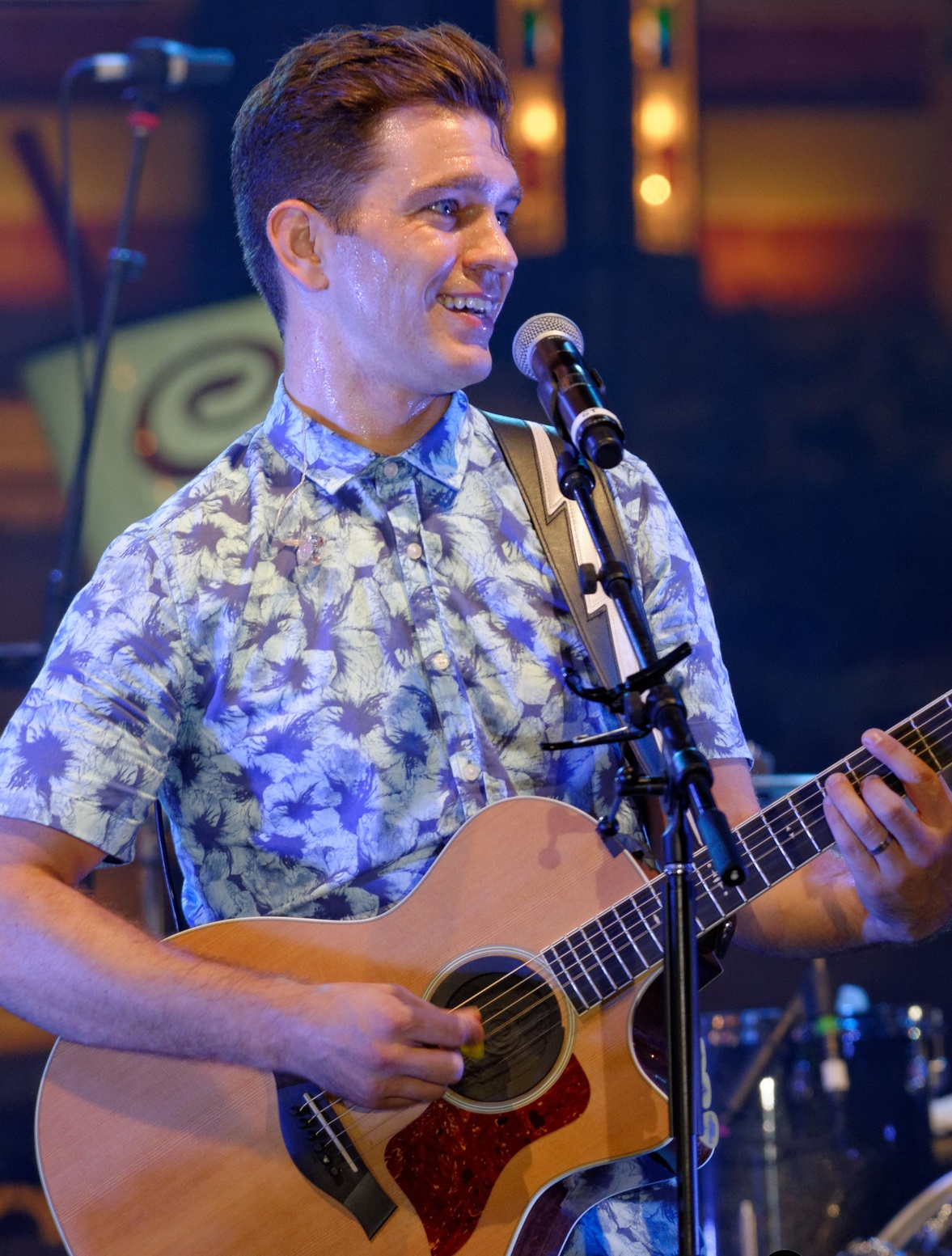
Andy Grammer in Los Angeles (2014)

Andy Grammer (* 3. Dezember 1983 in Los Angeles, Kalifornien) ist ein US-amerikanischer Popmusiker.

## Karriere
Andy Grammer ist der Sohn von Robert Crane, genannt Red, Grammer, der ein erfolgreicher Interpret von Musik für Kinder ist. Aufgewachsen ist Andy in New York City, aber zum Studieren kehrte er in seine Geburtsstadt an die California State University zurück. Während des Studiums war er als Straßenmusiker unterwegs, daraus wurden richtige Auftritte und eigene Konzerte. Schließlich unterschrieb er Anfang der 2010er einen Vertrag beim Label S-Curve und veröffentlichte 2011 seine Debütsingle Keep Your Head Up. Damit kam er sofort in die US-Singlecharts bis auf Platz 53 und hatte einen Millionenseller. Sein nach ihm benanntes Debütalbum erschien wenig später, erreichte aber nur Platz 105 der Billboard 200. Anschließend tourte er durch die USA und war unter anderem im Vorprogramm von Natasha Bedingfield und Colbie Caillat.
Bis zu seiner nächsten Veröffentlichung ließ er sich drei Jahre Zeit. Mit der Single Honey, I’m Good hatte er im Frühjahr 2015 einen großen Hit, der in den USA die Top 10 erreichte und mit 3-fach-Platin ausgezeichnet wurde. Das Lied war auch international erfolgreich und stieg auch im Vereinigten Königreich und in Frankreich in die Charts ein. Das zugehörige Album Magazines or Novels kam unter die Top 20 und es bekam Gold, ebenso wie die zweite Albumsingle Good to Be Alive (Hallelujah). Im Herbst 2016 erschien dann bereits die nächste Single Fresh Eyes. Besonders erfolgreich war sie in Australien und Neuseeland, wo sie in die Top 10 kam. Aber auch in zahlreichen europäischen Ländern, darunter erstmals Deutschland und Österreich, konnte es sich platzieren. Er ist ein Mitglied der Bahai-Gemeinde.
Am 7. Mai 2025 erreichte Grammer als Boogie Woogie im Finale der 13. Staffel der US-amerikanischen Version von The Masked Singer den zweiten Platz.

## Diskografie

### Studioalben
| Jahr | Titel               | Höchstplatzierung, Gesamtwochen, AuszeichnungChartsChartplatzierungen (Jahr, Titel, Platzierungen, Wochen, Auszeichnungen, Anmerkungen) | Anmerkungen                            |
| Jahr | Titel               | US | Anmerkungen                            |
| ---- | ------------------- | --- | -------------------------------------- |
| 2011 | Andy Grammer        | US105 (1 Wo.)US | Erstveröffentlichung: 14. Juni 2011    |
| 2014 | Magazines or Novels | US19 Gold · (53 Wo.)US | Erstveröffentlichung: 5. August 2014   |
| 2017 | The Good Parts      | US57 (1 Wo.)US | Erstveröffentlichung: 1. Dezember 2017 |
| 2019 | Naive               | US29 (1 Wo.)US | Erstveröffentlichung: 26. Juli 2019    |

### EPs
- 2007: The World Is Yours
- 2009: Soft Lights on Bright Colors
- 2012: Live from L.A.
- 2013: Crazy Beautiful

### Singles
| Jahr | Titel Album                                       | Höchstplatzierung, Gesamtwochen, AuszeichnungChartplatzierungen (Jahr, Titel, Album, Platzierungen, Wochen, Auszeichnungen, Anmerkungen) | Höchstplatzierung, Gesamtwochen, AuszeichnungChartplatzierungen (Jahr, Titel, Album, Platzierungen, Wochen, Auszeichnungen, Anmerkungen) | Höchstplatzierung, Gesamtwochen, AuszeichnungChartplatzierungen (Jahr, Titel, Album, Platzierungen, Wochen, Auszeichnungen, Anmerkungen) | Höchstplatzierung, Gesamtwochen, AuszeichnungChartplatzierungen (Jahr, Titel, Album, Platzierungen, Wochen, Auszeichnungen, Anmerkungen) | Anmerkungen                             |
| Jahr | Titel Album                                       | DE | AT | UK | US | Anmerkungen                             |
| ---- | ------------------------------------------------- | --- | --- | --- | --- | --------------------------------------- |
| 2011 | Keep Your Head Up Andy Grammer                    | — | — | — | US53 Platin · (20 Wo.)US | Erstveröffentlichung: 14. Februar 2011  |
| 2011 | Fine by Me Andy Grammer                           | — | — | — | US84 Platin · (10 Wo.)US | Erstveröffentlichung: Dezember 2011     |
| 2014 | Honey, I’m Good Magazines or Novels               | — | — | UK65 Silber · (7 Wo.)UK | US9 ×5Fünffachplatin · (31 Wo.)US | Erstveröffentlichung: 11. November 2014 |
| 2015 | Good to Be Alive (Hallelujah) Magazines or Novels | — | — | — | US62 Gold · (10 Wo.)US | Erstveröffentlichung: 24. August 2015   |
| 2016 | Fresh Eyes The Good Parts                         | DE90 (2 Wo.)DE | AT60 (2 Wo.)AT | UK50 Gold · (11 Wo.)UK | US59 ×2Doppelplatin · (18 Wo.)US | Erstveröffentlichung: 29. Juli 2016     |

Weitere Singles
- 2012: Miss Me
- 2013: Crazy Beautiful
- 2014: Back Home
- 2017: Give Love (feat. LunchMoney Lewis)
- 2017: Smoke Clears
- 2019: Don’t Give Up on Me (mit R3hab, UK: Gold, US: ×2Doppelplatin )
- 2019: My Own Hero
- 2019: Some Girl
- 2019: I Am Yours
- 2019: I Found You

## Auszeichnungen für Musikverkäufe
| Goldene Schallplatte - Australien - 2016: für die Single Back Home - 2021: für die Single I Found You - Dänemark - 2017: für die Single Fresh Eyes - 2023: für das Lied Don’t Give Up On Me - 2023: für die Single Honey, I’m Good - Kanada - 2017: für die Single Good to Be Alive (Hallelujah) - Neuseeland - 2019: für das Album The Good Parts - 2023: für das Album Naive - Portugal - 2022: für die Single Don’t Give Up On Me (mit R3hab) - Schweden - 2015: für die Single Honey, I’m Good - 2021: für die Single Don’t Give Up On Me (mit R3hab) - Spanien - 2024: für das Lied Don’t Give Up On Me Platin-Schallplatte - Italien - 2017: für die Single Fresh Eyes - Kanada - 2017: für die Single Fresh Eyes - Neuseeland - 2022: für die Single Honey, I’m Good - Norwegen - 2021: für das Lied Don’t Give Up On Me | 2× Platin-Schallplatte - Australien - 2024: für die Single Honey, I’m Good - 2024: für die Single Keep Your Head Up - Neuseeland - 2024: für das Lied Don’t Give Up On Me 3× Platin-Schallplatte - Australien - 2024: für das Lied Don’t Give Up On Me - Brasilien - 2022: für das Lied Don’t Give Up On Me 4× Platin-Schallplatte - Neuseeland - 2025: für die Single Fresh Eyes 5× Platin-Schallplatte - Australien - 2021: für die Single Fresh Eyes - Kanada - 2016: für die Single Honey, I’m Good |

Anmerkung: Auszeichnungen in Ländern aus den Charttabellen bzw. Chartboxen sind in ebendiesen zu finden.
| Land/RegionAuszeichnungen für Musikverkäufe (Land/Region, Auszeichnungen, Verkäufe, Quellen) | Silber  | Gold       | Platin       | Verkäufe   | Quellen              |
| -------------------------------------------------------------------------------------------- | ------- | ---------- | ------------ | ---------- | -------------------- |
| Australien (ARIA)                                                                            | —       | 2× Gold2   | 12× Platin12 | 910.000    | aria.com.au          |
| Brasilien (PMB)                                                                              | —       | —          | 3× Platin3   | 120.000    | pro-musicabr.org.br  |
| Dänemark (IFPI)                                                                              | —       | 3× Gold3   | —            | 120.000    | ifpi.dk              |
| Italien (FIMI)                                                                               | —       | —          | Platin1      | 50.000     | fimi.it              |
| Kanada (MC)                                                                                  | —       | Gold1      | 6× Platin6   | 520.000    | musiccanada.com      |
| Neuseeland (RMNZ)                                                                            | —       | 2× Gold2   | 7× Platin7   | 225.000    | radioscope.co.nz NZ2 |
| Norwegen (IFPI)                                                                              | —       | —          | Platin1      | 60.000     | ifpi.no              |
| Portugal (AFP)                                                                               | —       | Gold1      | —            | 5.000      | Einzelnachweise      |
| Schweden (IFPI)                                                                              | —       | 2× Gold2   | —            | 60.000     | sverigetopplistan.se |
| Spanien (Promusicae)                                                                         | —       | Gold1      | —            | 30.000     | elportaldemusica.es  |
| Vereinigte Staaten (RIAA)                                                                    | —       | 2× Gold2   | 11× Platin11 | 12.000.000 | riaa.com             |
| Vereinigtes Königreich (BPI)                                                                 | Silber1 | 2× Gold2   | —            | 1.000.000  | bpi.co.uk            |
| Insgesamt                                                                                    | Silber1 | 16× Gold16 | 42× Platin42 |            |                      |